# Flatwoods

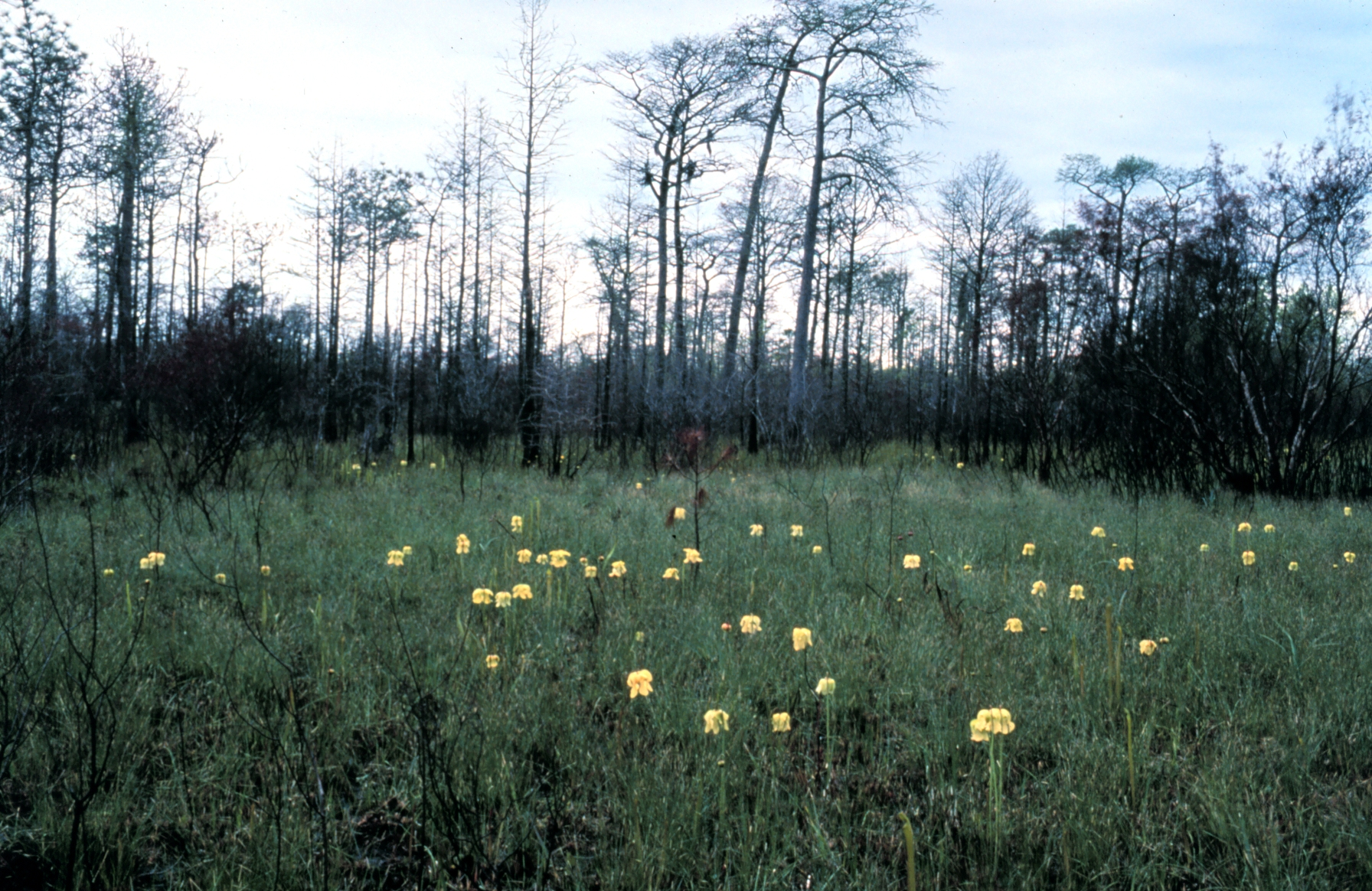
Ecosistema Flatwood con plantas jarra

El flatwoods, pineywoods o ecosistema del longleaf pine-wiregrass  se refiere a un ecosistema en las llanuras costeras del sureste de Norteamérica. 
Se trata de un ecosistema mantenido  por los incendios forestales naturales en el que predominan los siguientes árboles: longleaf pine (Pinus palustris), slash pine (Pinus elliotii), saw palmetto (Serenoa repens) y gallberry (Ilex glabra).  
Son también típicos de este hábitat una serie de animales poco comunes y en peligro de extinción como el carpintero de cresta roja (Picoides borealis), tortuga de la Florida (Gopherus polyphemus), frosted flatwoods salamander (Ambystoma cingulatum) y tritón rayado (Notophthalmus perstriatus).
El "flatwoods" está caracterizado por una superficie de terreno con un punto bajo y grandes pinos maduros espaciados. Históricamente, los "flatwoods" estuvieron dominados por el Pinus palustris, que pueden llegar a alcanzar los 500 años. Una sobreexplotación a gran escala conjuntamente con  prácticas silvícolas perjudiciales tales como el reemplazo con siembras de pino Pinus taeda de crecimiento más rápido, ha reducido drásticamente la diversidad del ecosistema del pino de hoja larga. El pino de hoja larga requiere de fuegos periódicos para competir con las especies más resistentes a la sombra, por lo que décadas de exclusión del fuego en el sureste han contribuido a su declive. Los "flatwoods" tienen una gran diversidad de sotobosque con numerosas plantas herbáceas nitrificantes (incluyendo orquídeas y plantas carnívoras). 